# ダリウシュ・ドゥドゥカ
ダリウシュ・ドゥドゥカ（Dariusz Dudka, 1983年12月9日 - ）は、ポーランド出身の元サッカー選手。現役時代のポジションはミッドフィルダー、ディフェンダー。

## 経歴
2000年、アミツァ・ブロンキでデビュー。2005年にのヴィスワ・クラクフへ移籍。様々なポジションをこなすユーティリティ性を買われ、2007-08シーズンの優勝に貢献した。
2008-09シーズンからAJオセールへ移籍。
ポーランド代表は、2004年にデビューし、バックアッパーとして選ばれ、2006年には、2006 FIFAワールドカップに出場。W杯終了後に就任した、レオ・ベーンハッカー監督によって、センターハーフにコンバートされ、新境地を開拓した。

## 代表歴

### 出場大会
- ポーランド代表
  - 2006 FIFAワールドカップ

### 試合数
- 国際Aマッチ 65試合 2得点（2004年-2012年）[1]

| ポーランド代表 | 国際Aマッチ | 国際Aマッチ |
| 年             | 出場        | 得点        |
| -------------- | ----------- | ----------- |
| 2004           | 2           | 0           |
| 2005           | 3           | 0           |
| 2006           | 5           | 0           |
| 2007           | 11          | 2           |
| 2008           | 12          | 0           |
| 2009           | 10          | 0           |
| 2010           | 5           | 0           |
| 2011           | 12          | 0           |
| 2012           | 5           | 0           |
| 通算           | 65          | 2           |

## タイトル
ヴィスワ・クラクフ
- 2007-08 エクストラクラサ